# Euphorbia caput-medusae
Euphorbia caput-medusae är en törelväxtart som beskrevs av Carl von Linné. Euphorbia caput-medusae ingår i släktet törlar, och familjen törelväxter. Inga underarter finns listade i Catalogue of Life.

## Bildgalleri

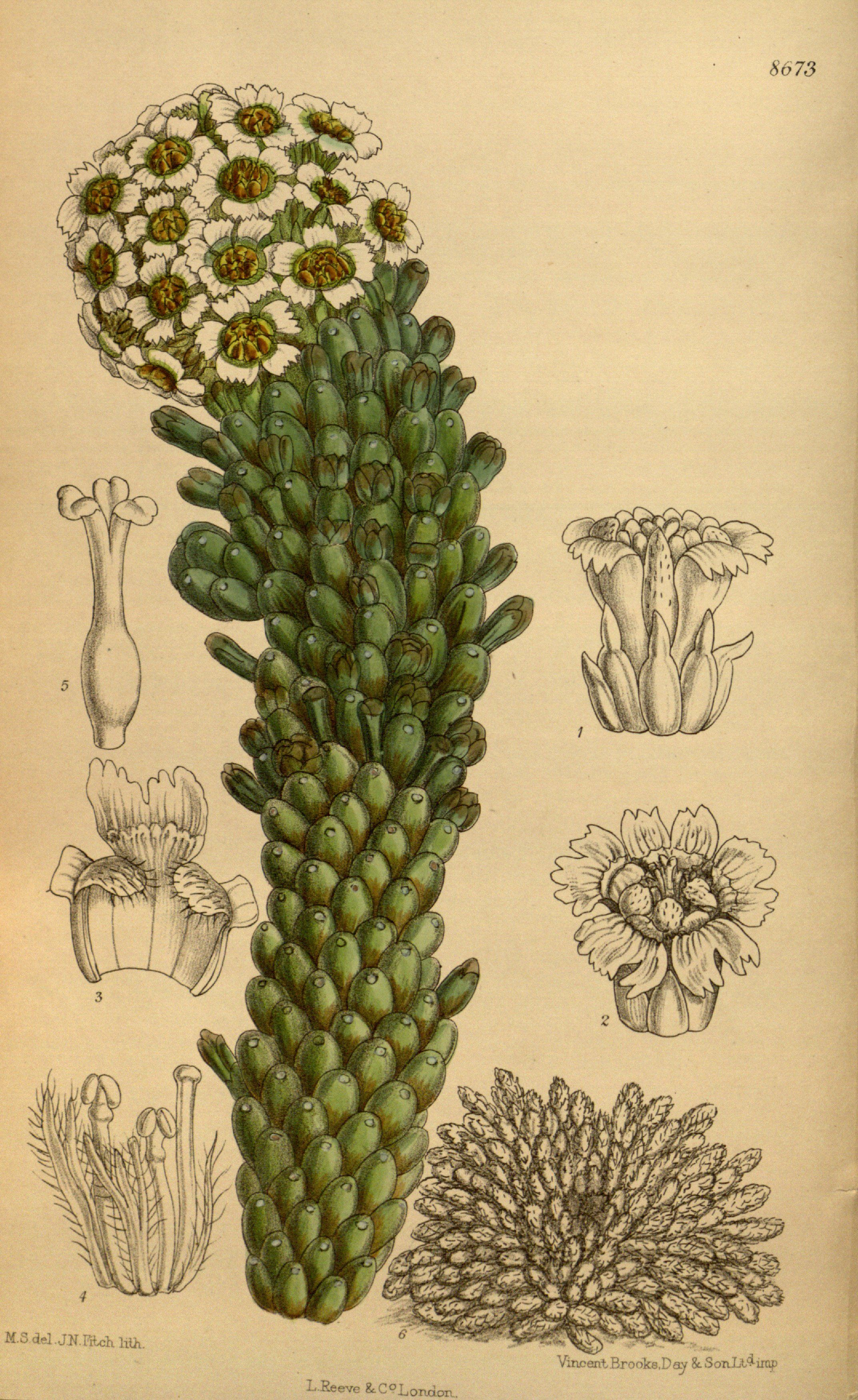
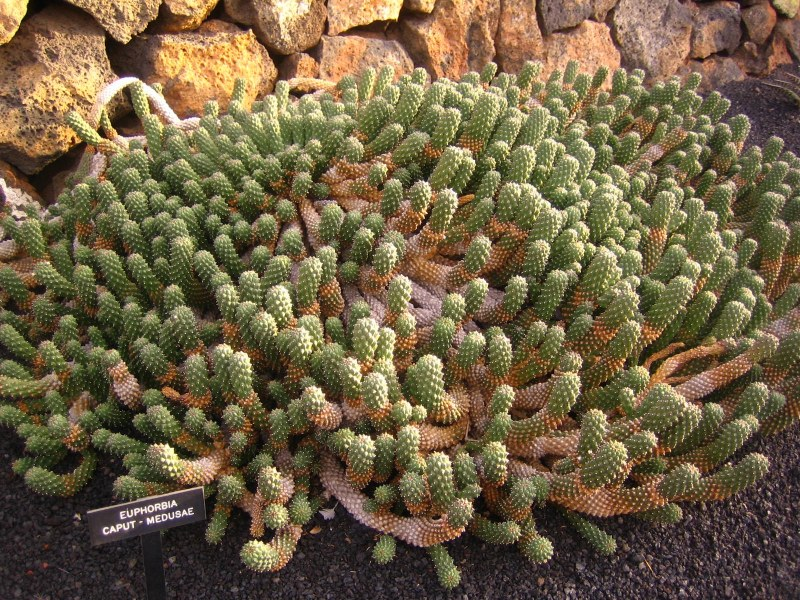
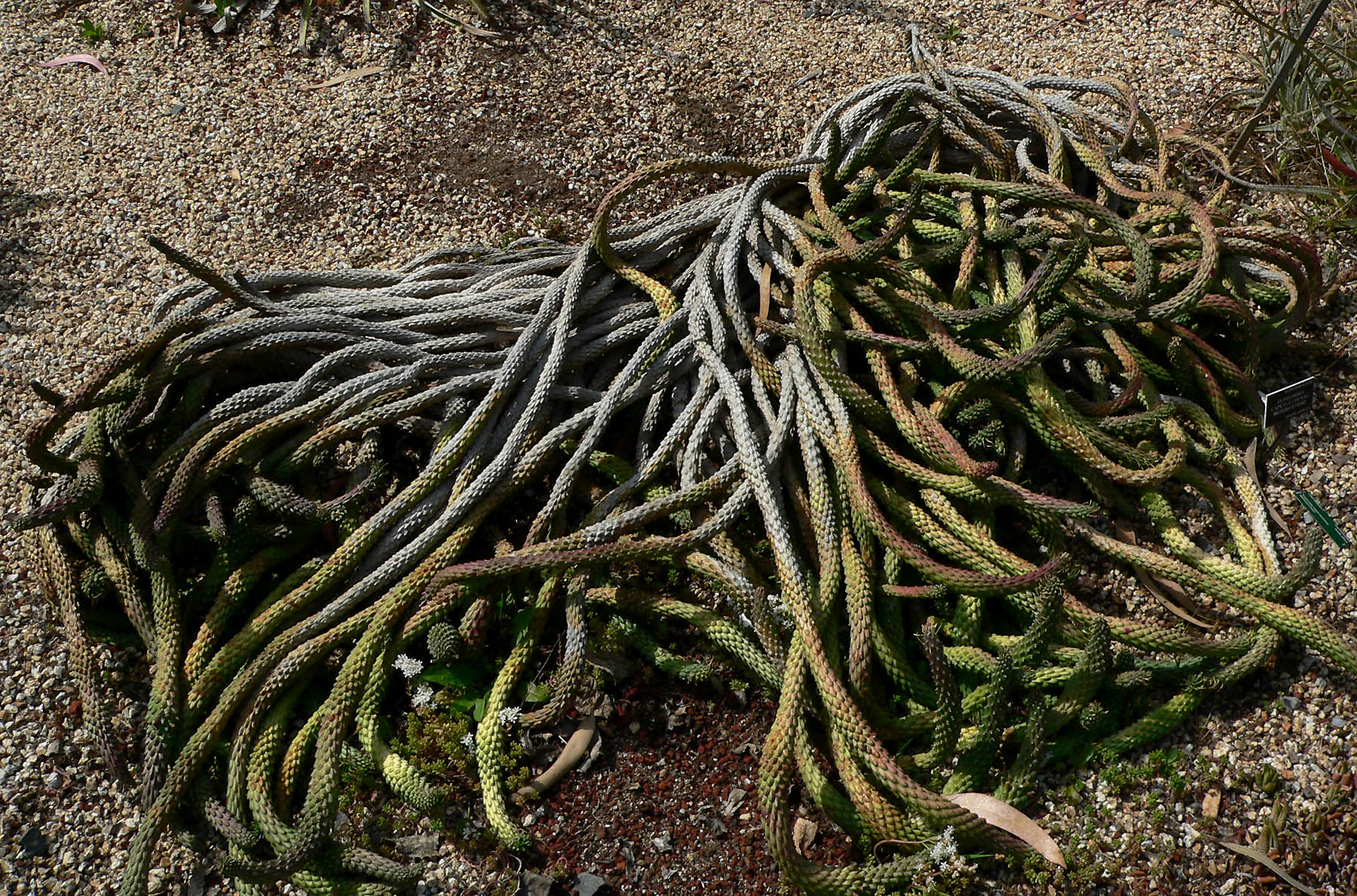
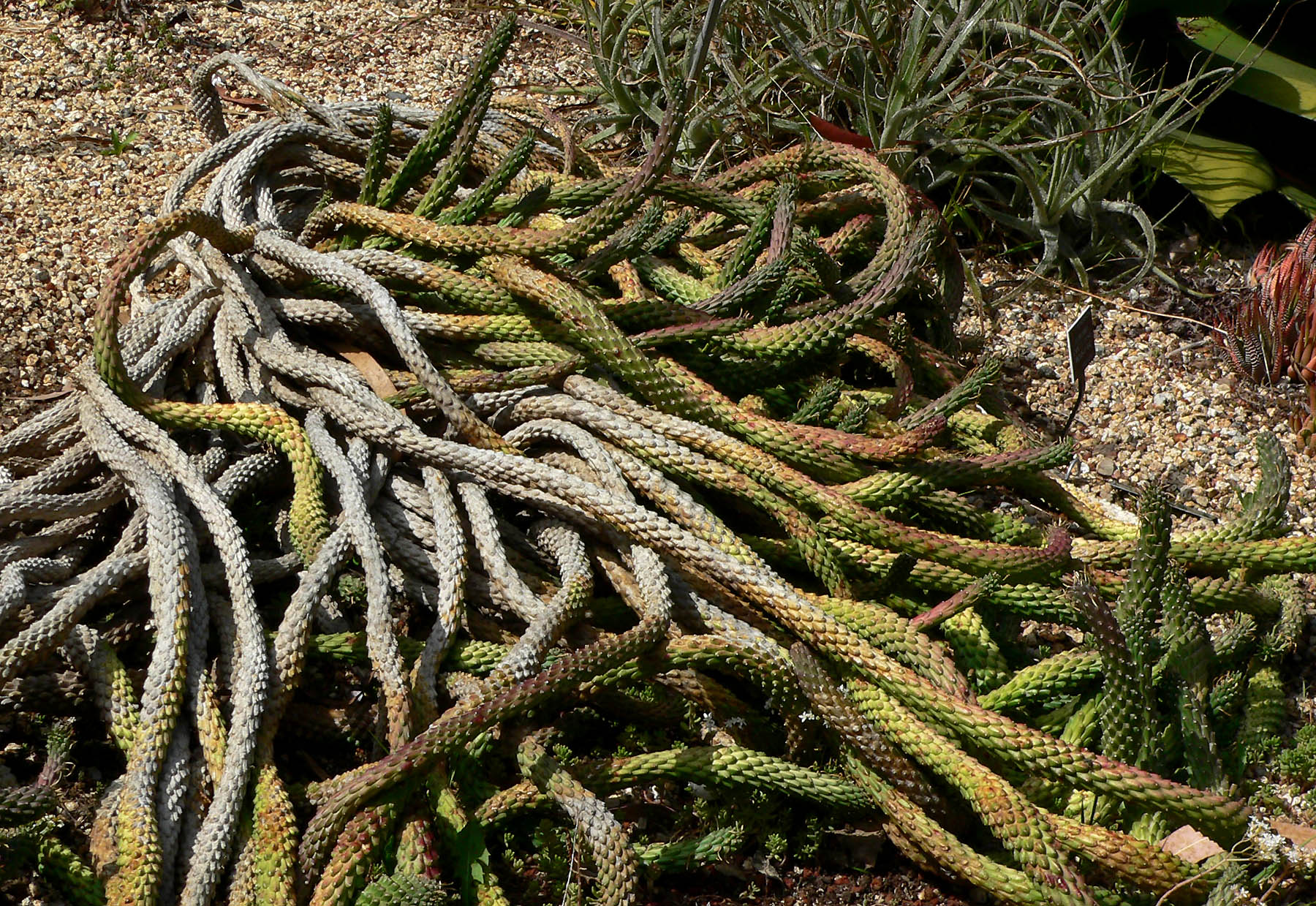
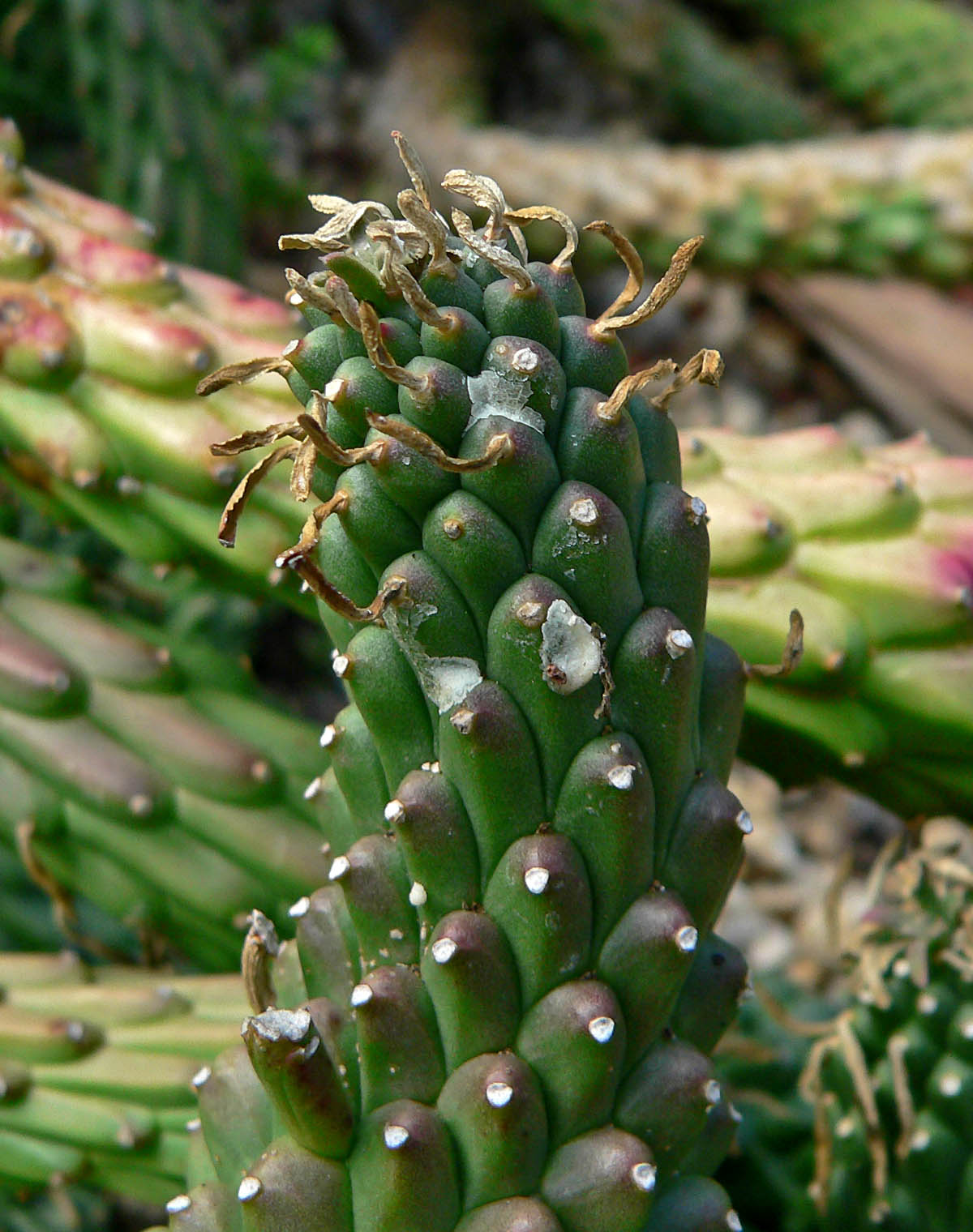
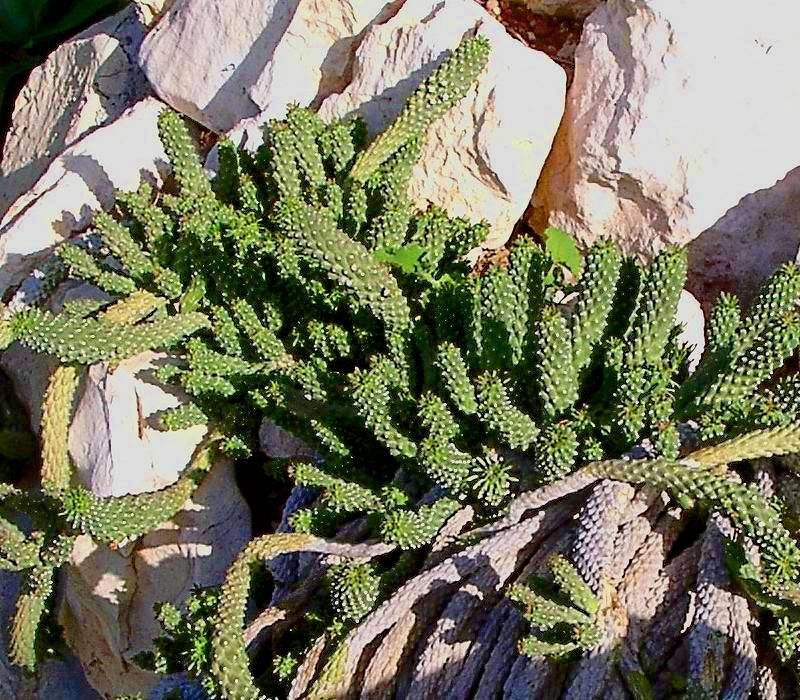